# Формула-1 — Гран-прі Сінгапуру 2008

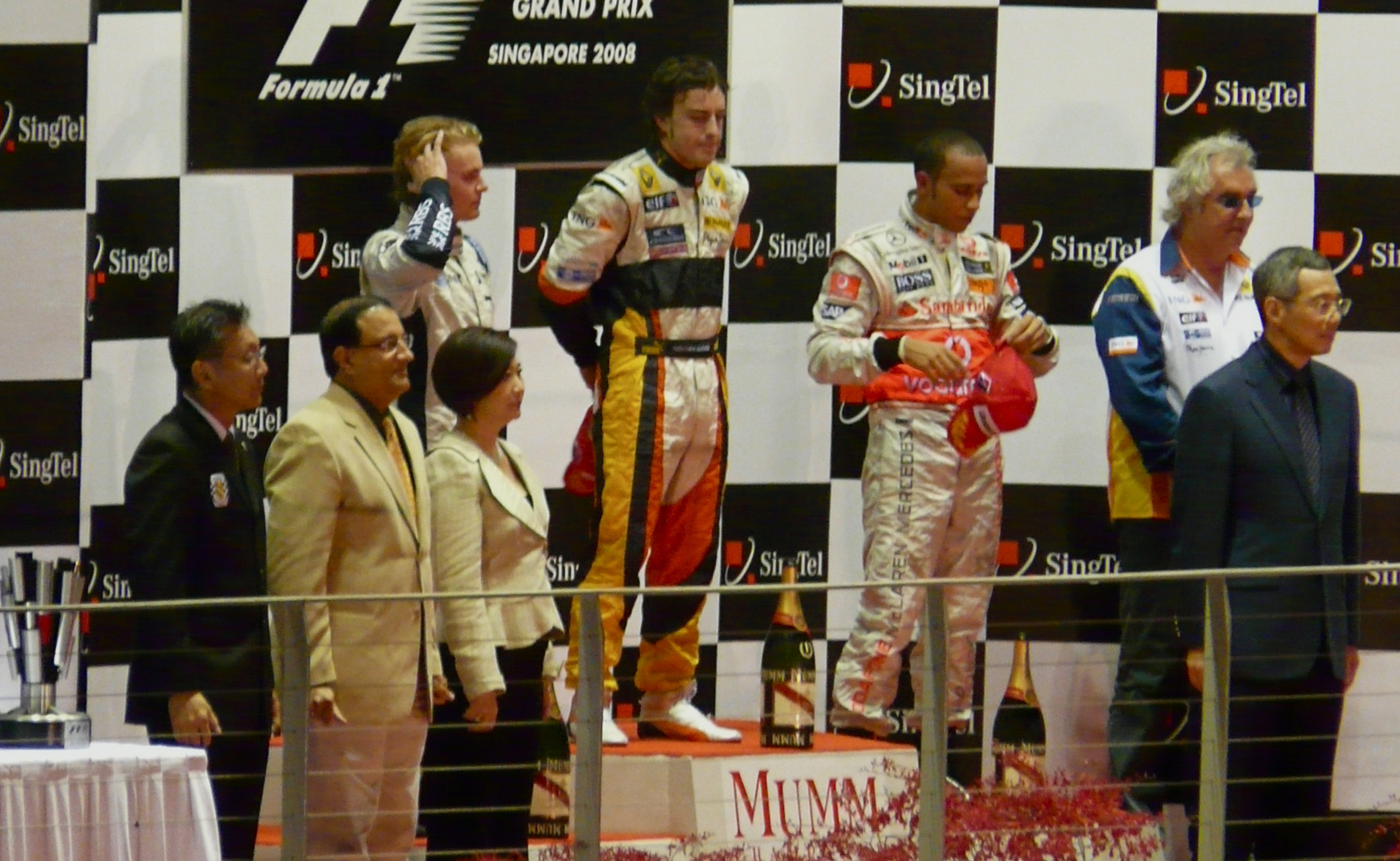
Подіум Гран-прі Сінгапуру 2008.

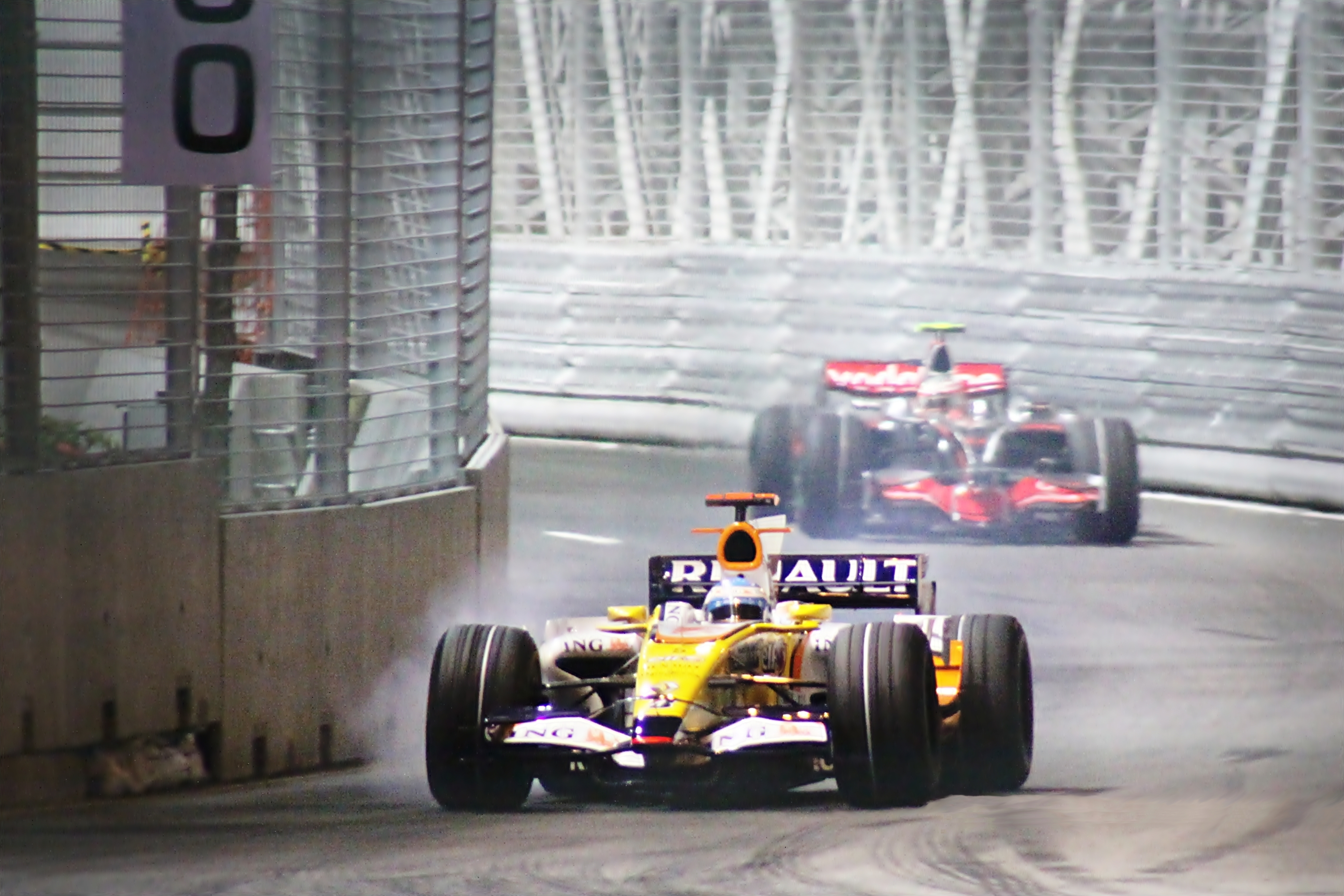
Фернандо Алонсо.

Гран-прі Сінгапуру 2008 року — п'ятнадцятий етап чемпіонату світу 2008 року з автоперегонів у класі Формула-1, пройшов з 26 по 28 вересня 2008 року на вуличній трасі Марина Бей у Сінгапурі. Перемогу на гран-прі святкував іспанський пілот стайні «Рено» Фернандо Алонсо. Ця перемога стала першою для Алонсо після повернення до команди «Рено». Це гран-прі стало ювілейним, 800-м, в історії чемпіонату світу, а також першим нічним гран-прі в історії Формули-1.

## Класифікація

### Кваліфікація
|    | Пілот               | Команда            | 1 частина  | 2 частина  | 3 частина |
| -- | ------------------- | ------------------ | ---------- | ---------- | --------- |
| 1  | Феліпе Масса        | Феррарі            | 1:44.519   | 1:44.014   | 1:44.801  |
| 2  | Льюїс Хемілтон      | Макларен-Мерседес  | 1:44.501   | 1:44.932   | 1:45.465  |
| 3  | Кімі Ряйкконен      | Феррарі            | 1:44.282   | 1:44.232   | 1:45.617  |
| 4  | Роберт Кубіца       | Заубер-БМВ         | 1:44.740   | 1:44.519   | 1:45.779  |
| 5  | Хейкі Ковалайнен    | Макларен-Мерседес  | 1:44.311   | 1:44.207   | 1:45.873  |
| 6  | Нік Хайдфельд       | Заубер-БМВ         | 1:45.548   | 1:44.520   | 1:45.964  |
| 7  | Себастьян Феттель   | Торо Россо-Феррарі | 1:45.042   | 1:44.261   | 1:46.244  |
| 8  | Тімо Глок           | Тойота             | 1:45.184   | 1:44.441   | 1:46.328  |
| 9  | Ніко Росберг        | Вільямс-Тойота     | 1:45.103   | 1:44.429   | 1:46.611  |
| 10 | Кадзукі Накадзіма   | Вільямс-Тойота     | 1:45.127   | 1:44.826   | 1:47.547  |
| 11 | Ярно Труллі         | Тойота             | 1:45.642   | 1:45.038   |           |
| 12 | Дженсон Баттон      | Хонда              | 1:45.660   | 1:45.133   |           |
| 13 | Марк Веббер         | Ред Булл-Рено      | 1:45.493   | 1:45.212   |           |
| 14 | Девід Култхард      | Ред Булл-Рено      | 1:46.028   | 1:45.298   |           |
| 15 | Фернандо Алонсо     | Рено               | 1:44.971   | немає часу |           |
| 16 | Нельсон Піке (мол.) | Рено               | 1:46.037   |            |           |
| 17 | Себастьєн Бурде     | Торо Россо-Феррарі | 1:46.389   |            |           |
| 18 | Рубенс Барікелло    | Хонда              | 1:46.583   |            |           |
| 19 | Адріан Сутіл        | Форс Індія-Феррарі | 1:47.940   |            |           |
| 20 | Джанкарло Фізікелла | Форс Індія-Феррарі | немає часу |            |           |

### Перегони
|      | Пілот               | Команда            | Кіл | Час             | Старт | Очок |
| ---- | ------------------- | ------------------ | --- | --------------- | ----- | ---- |
| 1    | Фернандо Алонсо     | Рено               | 61  | 1:57:16.304     | 15    | 10   |
| 2    | Ніко Росберг        | Вільямс-Тойота     | 61  | +2.9            | 8     | 8    |
| 3    | Льюїс Хемілтон      | Макларен-Мерседес  | 61  | +5.9            | 2     | 6    |
| 4    | Тімо Глок           | Тойота             | 61  | +8.1            | 7     | 5    |
| 5    | Себастьян Феттель   | Торо Россо-Феррарі | 61  | +10.2           | 6     | 4    |
| 6    | Нік Хайдфельд       | Заубер-БМВ         | 61  | +11.1           | 9     | 3    |
| 7    | Девід Култхард      | Ред Булл-Рено      | 61  | +16.3           | 14    | 2    |
| 8    | Кадзукі Накадзіма   | Вільямс-Тойота     | 61  | +18.4           | 10    | 1    |
| 9    | Дженсон Баттон      | Хонда              | 61  | +19.8           | 12    |      |
| 10   | Хейкі Ковалайнен    | Макларен-Мерседес  | 61  | +26.9           | 5     |      |
| 11   | Роберт Кубіца       | Заубер-БМВ         | 61  | +27.9           | 4     |      |
| 12   | Себастьєн Бурде     | Торо Россо-Феррарі | 61  | +29.4           | 17    |      |
| 13   | Феліпе Масса        | Феррарі            | 61  | +35.1           | 1     |      |
| 14   | Джанкарло Фізікелла | Форс Індія-Феррарі | 61  | +43.5           | 20    |      |
| 15   | Кімі Ряйкконен      | Феррарі            | 57  | аварія          | 3     |      |
| схід | Ярно Труллі         | Тойота             | 50  | гідравліка      | 11    |      |
| схід | Адріан Сутіл        | Форс Індія-Феррарі | 49  | аварія          | 19    |      |
| схід | Марк Веббер         | Ред Булл-Рено      | 29  | коробка передач | 13    |      |
| схід | Рубенс Барікелло    | Хонда              | 14  | двигун          | 18    |      |
| схід | Нельсон Піке (мол.) | Рено               | 13  | аварія          | 16    |      |

Найшвидше коло: Кімі Ряйкконен — 1:45.599.
Кола лідирування: Фернандо Алонсо — 28 (34-61), Феліпе Масса — 17 (1-17), Ніко Росберг — 11 (18-28), Ярно Труллі — 5 (29-33).